# Williams FW06

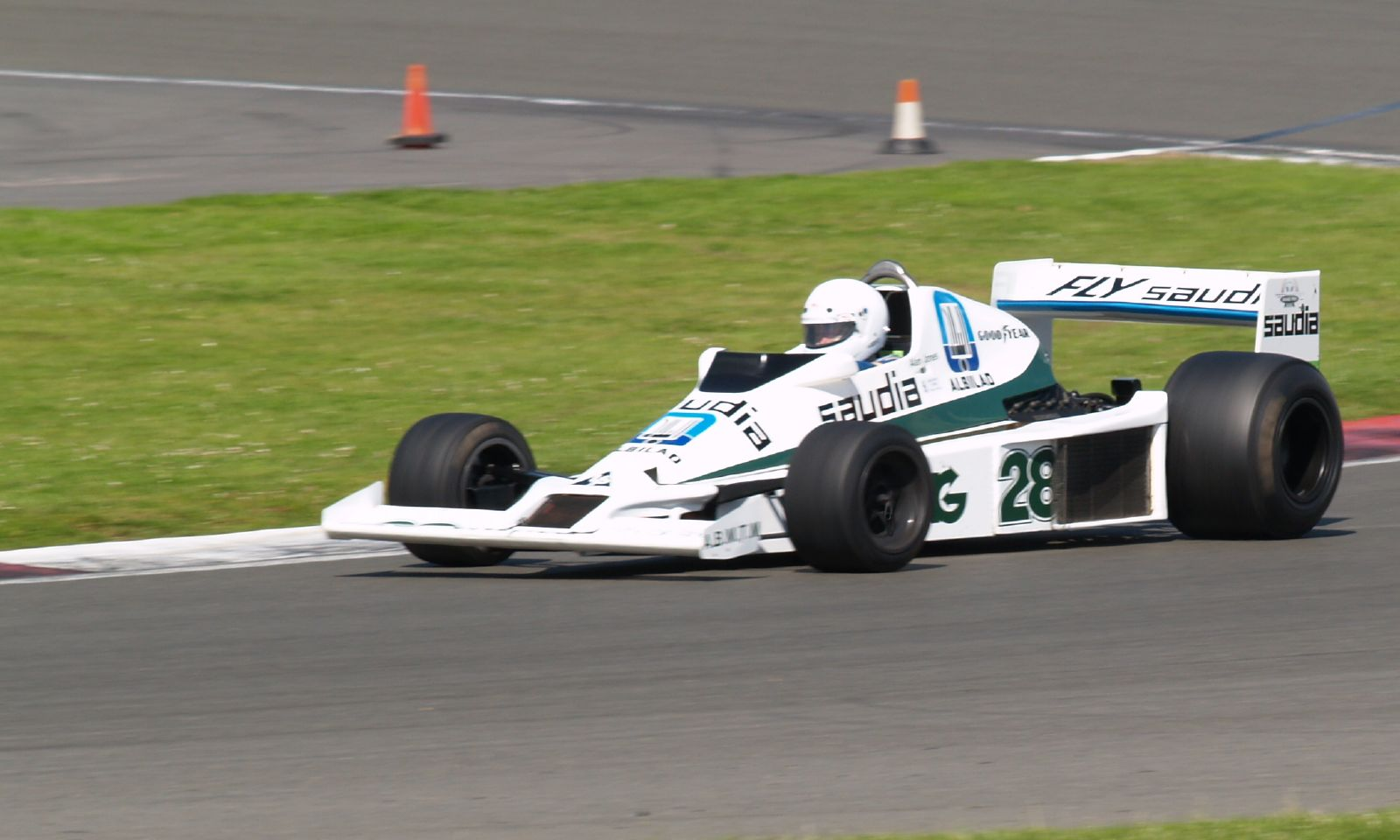
Williams FW06

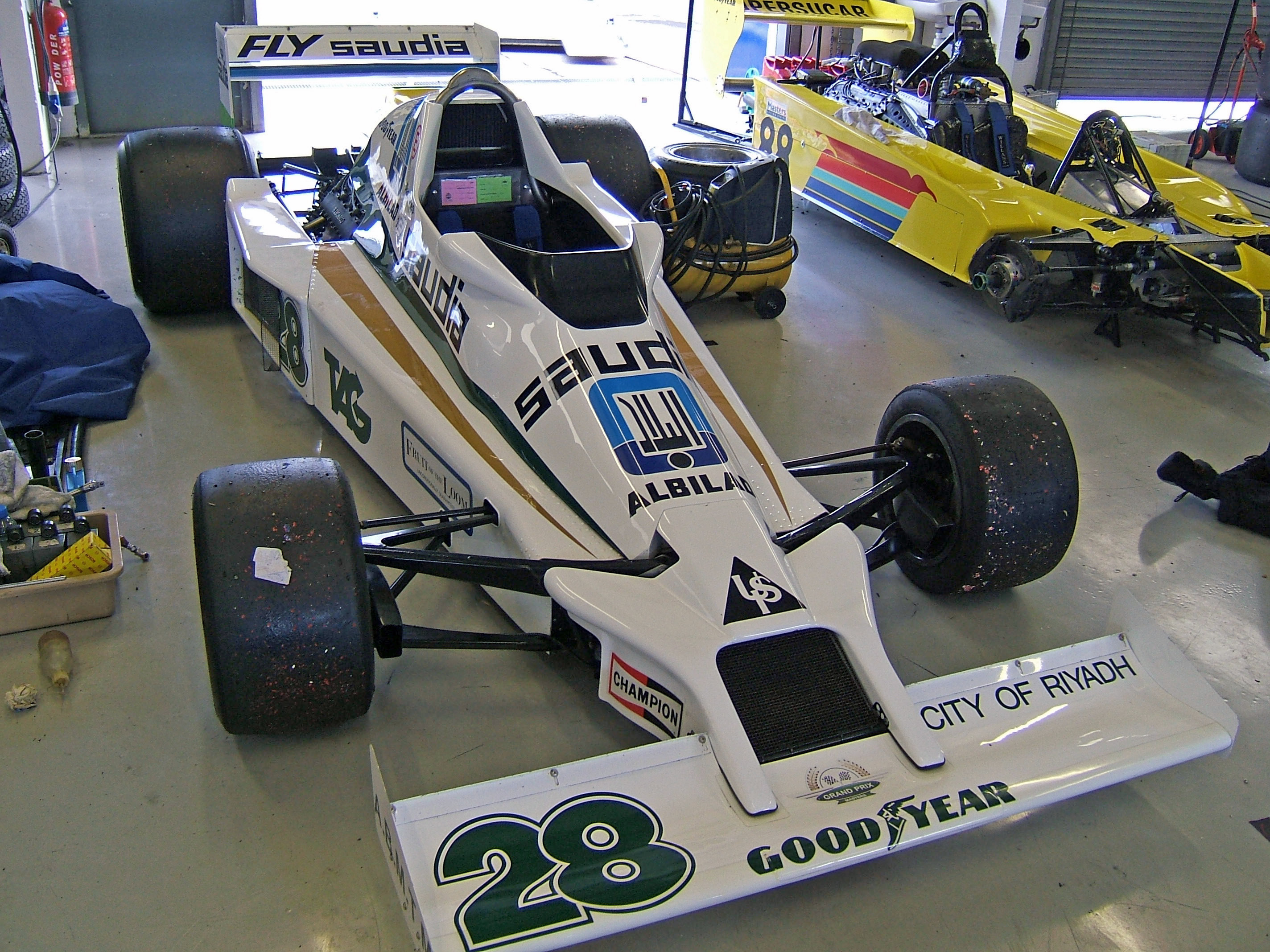
Williams FW06

Der Williams FW06 war das Einsatzfahrzeug von Williams Grand Prix Engineering in der Formel-1-Saison 1978 und zu Beginn der Formel-1-Saison 1979.

## Entwicklungsgeschichte und Technik
Als Williams im Winter 1977/78 mit der Entwicklung des FW06 begann, hatte Lotus mit dem Type 78 und dessen Bodeneffekt die Zukunft des Rennwagenbaus in der Formel 1 bereits eingeleitet. Bei Williams ging Patrick Head bei der Konzeption des Fahrzeugs jedoch noch konservative Wege. Die Karossiere hatte eine konventionelle Keilform und die Aufhängungen wurden aus dem FW05, der ursprünglich der Hesketh 308 war, übernommen und angepasst. Das Triebwerk war auch bei diesem Formel-1-Modell der DFL-V8-Motor von Cosworth.

## Renngeschichte
1978 setzte Frank Williams nur ein 1-Wagen-Team in der Formel 1 ein. Als Fahrer wurde der Australier Alan Jones verpflichtet, der 1977 bei Shadow gefahren war und in Österreich seinen ersten Formel-1-Grand-Prix gewonnen hatte.
Sein Renndebüt gab der FW06 im Januar 1978 beim Großen Preis von Argentinien in Buenos Aires. Nach einem 14. Rang im Qualifikationstraining fiel Jones in der 36. Runde durch einen Defekt am Kraftstoffsystem aus. Die erste Zielankunft gab es 14 Tage später mit dem 11. Rang beim Großen Preis von Brasilien.
Ein großes Problem waren in diesem Jahr die Reifen. Goodyear rüstete nur wenige Teams mit Reifen für das Qualifikationstraining aus. Williams gehörte nicht dazu. Da Alan Jones im Qualifikationstraining mit Rennreifen antreten musste, konnte er sich meistens nur für die hintere Hälfte des Starterfeldes qualifizieren. In den Rennen allerdings verfügten alle Teams über gleiche Reifenqualitäten. Mit großem fahrerischem Einsatz gelang es Alan Jones immer wieder dieses Manko wettzumachen.
Beim dritten Saisonrennen, dem Großen Preis von Südafrika gelang es Jones, mit dem vierten Platz gleich zu Beginn der Saison das Potential von Fahrer und Fahrzeug zu zeigen. Beim Rennen in Long Beach lag Jones zwischenzeitlich sogar auf Platz zwei, ehe ihn Motoraussetzer zu einer langsamen Fahrerweise zwangen.
Den Großen Preis von Frankreich im Juli 1978 beendete Jones als Fünfter und den Großen Preis von Deutschland als Sechster. Die beste Platzierung des Jahres und das beste Ergebnis des FW06 in der Formel-1-Weltmeisterschaft erzielte Jones beim Großen Preis der USA, als er 20 Sekunden hinter Carlos Reutemann im Ferrari 312T3 Zweiter wurde. Die Weltmeisterschaft beendete Jones als Zwölfter; in der Konstrukteursweltmeisterschaft wurde Williams Zehnter.
Da das Nachfolgemodell, der FW07, erst im Frühjahr 1979 fertiggestellt wurde, fuhren Jones und der neu ins Team gekommene Clay Regazzoni den FW06 bei den ersten vier Rennen der Saison 1979. Jones zeigte dabei mit dem dritten Rang beim Großen Preis der USA West noch einmal die Leistungsstärke von Fahrer und Rennwagen.

## Aurora-AFX-Formel-1-Serie
Mitte 1979 wurden die drei Chassis an Privatfahrer verkauft, die die Rennwagen in der Aurora-AFX-Formel-1-Serie einsetzten. Unter anderem auch an das Team von Giacomo Agostini.